# Szövegbeviteli módszer

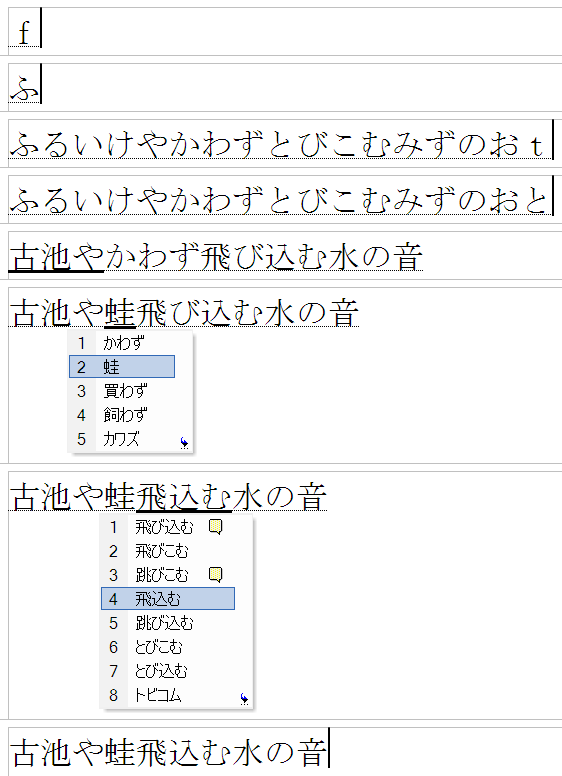
Japán szöveg bevitele

A szövegbeviteli módszer egy operációs rendszer vagy program komponense, mely lehetővé teszi a felhasználóknak az alapértelmezett latin karakterkészleten kívül más, például japán, kínai, koreai és egyéb ázsiai, indiai, héber stb. karakterek beírását. Számos hordozható eszközön, például a mobiltelefonokon, található a latin ábécé betűinek numerikus billentyűzeten való begépelésére szükséges szövegbeviteli módszer is.

## Külső hivatkozások
- Szövegszerkesztési begépelési módszer a Microsofttól (IME)
- BhashaIndia,
- Mi az a számítógépes beviteli módszer és hogy tudom használni? Microsoft cikk
- Windows XP/Server 2003, Microsoft oktatói óra Windows XP-n való beviteli módszerhez
- IME leírás